# Dietrich Berke
Dietrich Berke (* 26. Februar 1938 in Castrop-Rauxel; † 16. Oktober 2010 in Zierenberg) war ein deutscher Musikwissenschaftler und Cheflektor des Bärenreiter-Verlags.
Berke studierte Musikwissenschaft, Germanistik und Philosophie in Kiel und Würzburg und wurde 1967 in Würzburg im Fach Musikwissenschaft promoviert. Anschließend war er zunächst Stipendiat der Deutschen Forschungsgemeinschaft, von 1969 bis 2002 Lektor, später Cheflektor im Kasseler Bärenreiter-Verlag, seit 1973 zudem Mitglied in der Editionsleitung der Neuen Mozart-Ausgabe.
Berke erarbeitete und betreute Editionen in der Neuen Mozart-Ausgabe und der Neuen Schubert-Ausgabe. Er gab Jahrbücher und Festschriften heraus, verfasste Aufsätze zur Mozart- und Schubert-Forschung sowie zu Leben und Werk von Heinrich Schütz, zur Musikphilologie, zum Verlagswesen und zum Urheberrecht. Er war Mitglied in Vorständen von Trägervereinen und in Leitungsgremien verschiedener musikwissenschaftlicher Denkmäler- und Gesamtausgaben.
Er war Ehrenmitglied der Georg-Friedrich-Händel-Gesellschaft in Halle.